# Christian Johann Brandan Hugo
Christian Johann Brandan Hugo (* 10. November 1725 in Halchter; † 21. Juli 1804 in Driburg) war ein deutscher Hofrat und Bibliothekar an der Herzog August Bibliothek in Wolfenbüttel.

## Leben
Hugo studierte Rechtswissenschaft und war anschließend als Sekretär an der englischen Gesandtschaft in Wien tätig. Im Jahr 1752 wurde er herzoglicher Rat in Wolfenbüttel. Von 1753 bis 1769 leitete er im Auftrag des Bibliotheksdirektors Georg Septimus Andreas von Praun die Amtsgeschäfte der Herzog August Bibliothek. Obwohl Hugo keine entsprechende Ausbildung für seine bibliothekarische Aufgabe besaß, führte er den von Gottfried Wilhelm Leibniz angelegten alphabetischen Katalog fort und sorgte im Rahmen der begrenzten finanziellen Mittel für Neuerwerbungen. Durch Herzog Karl I. wurden der Bibliothek während Hugos Amtszeit Privatsammlungen von Angehörigen des Welfenhauses zugeführt. Hugo verzichtete 1769 zugunsten Gotthold Ephraim Lessings auf sein Amt. Die Einführung Lessings erfolgte am 7. Mai 1770 in Gegenwart Hugos, des Archivsekretärs Meyne, des Bibliothekssekretärs Karl Johann Anton von Cichin und des Bibliotheksdieners Helms. Hugo wurde zunächst Klosterrat, im Jahr 1776 Vizedirektor und 1783 Direktor des Klosterrats. Im Jahr 1787 erhielt er das einflussreiche Amt des Kammerdirektors. Von 1790 bis zu seinem Tod 1804 war er Administrator der Komturei Süpplingenburg.
Hugo hinterließ kein wissenschaftliches Werk. Er starb im 79. Lebensjahr am 21. Juli 1804 während einer Kur in Driburg und wurde dort am 23. Juli 1804 begraben.